# Conclave de 1605 (maig)
El conclave de maig de 1605 va ser convocat després de la mort del Papa Lleó XI, que va tenir lloc a Roma el 27 d'abril de 1605. Va tenir lloc a la Capella Sixtina del 8 al 29 de maig i, després de vint eleccions, va ser elegit papa el cardenal Camillo Borghese, qui va assumir el nom de Pau V.
Aquest va ser el segon conclave de 1605, amb el que havia triat a Lleó XI i que havia conclòs només 37 dies abans. És significatiu que té l'únic cas registrat d'una lesió en un conclave papal, resultat d'una lluita física entre els cardenals sobre qui havia de ser triat papa.

## Rerefons
El papa Climent VIII va morir al març de 1605. Els 60 cardenals electors que es van reunir al conclave per escollir el seu successor es van dividir entre diverses faccions dividides entre les lleialtats a França i Espanya. A més de la política secular que influïa en aquestes eleccions papals, durant aquest període van estar marcades per una estratègia entre famílies d'elits per adquirir prestigi i poder. Aquestes estratègies sovint es van desenvolupar a través de diverses generacions a través del mecenatge i l'acumulació de riqueses i donaven preferència als membres de la família una vegada que es preveia una elecció individual per al papat.
Fonts de l'època del conclave de març de 1605 incloïen fins a vint-i-un candidats possibles considerats pels cardenals, però els únics que es van debatre seriosament durant el conclave van ser Cesare Baronius i Alessandro Ottaviano de 'Medici. En aquest conclave Espanya va vetar Cesare Baronius després de la primera votació. Medici, el candidat que finalment va ser elegit, també va ser vetat pel cardenal representant d'Espanya, però això va ocórrer després de l'elecció de Leo XI, i els cardenals no van considerar que el veto fos vàlid.
El conclave de març també havia vist les faccions rivals Aldobrandini i Montalto incapaços d'elegir un membre de qualsevol de les seves famílies al papat, i ambdós finalment van acordar escollir a Lleó XI, membre de la branca menor dels Medici.
Lleó tenia 70 anys en el moment de la seva elecció i, tot i que amb bona salut anteriorment, va caure malalt el dia de la seva coronació. Va morir el 27 d'abril de 1605, 26 dies després de la seva elecció al papat. Durant la seva malaltia, Leo va ser encoratjat a nomenar un cardenal-nebot, però es va negar a fer-ho.

## Composició del Col·legi cardenalici

### Cardenals presents al conclave
- Tolomeo Gallio, bisbe d'Òstia i Velletri, Degà del Sacre Col·legi
- Domenico Pinelli, bisbe de Frascati
- François de Joyeuse, bisbe de Sabina
- Girolamo Bernerio, bisbe d'Albano
- Agostino Valier, bisbe de Verona
- Antonio Maria Galli, bisbe d'Osimo
- Benedetto Giustiniani, legat pontifici a la Marca Anconitana
- Antonio Maria Sauli
- Giovanni Evangelista Pallotta
- Federico Borromeo, arquebisbe de Milà
- Francesco Maria del Monte
- Mariano Pierbenedetti
- Gregorio Petrocchini
- Paolo Emilio Sfondrati, legat pontifici a Bologna
- Ottavio Paravicini
- Octavio Acquaviva
- Flaminio Piatti
- Pietro Aldobrandini
- Francesco Maria Tarugi, arquebisbe de Siena
- Ottavio Bandini, arquebisbe de Fermo
- Anne d'Escars de Givry, bisbe de Lisieux
- Giovanni Francesco Biandrate di San Giorgio Aldobrandini, legat pontifici a Romanya
- Camillo Borghese, elegit papa amb el nom de Pau V
- Cesare Baronio
- Lorenzo Bianchetti
- Francisco de Ávila
- Francesco Mantica
- Pompeo Arrigoni
- Bonifazio Bevilacqua Aldobrandini, legat pontifici a Perusa i Umbria
- Alfonso Visconti, arquebisbe de Spoleto
- Domenico Toschi, bisbe de Tivoli
- Paolo Emilio Zacchia
- Franz Seraph von Dietrichstein, arquebisbe d'Olomouc
- Roberto Bellarmino
- François d'Escoubleau de Sourdis
- Séraphin Olivier-Razali
- Domenico Ginnasi, arquebisbe de Manfredonia
- Antonio Zapata y Cisneros, arquebisbe de Burgos
- Filippo Spinelli, bisbe de Policastro
- Carlo Conti, bisbe d'Ancona
- Carlo Gaudenzio Madruzzo, bisbe de Trento
- Jacques Davy du Perron, bisbe d'Évreux
- Innocenzo Del Bufalo-Cancellieri, bisbe de Camerino
- Giovanni Dolfin
- Giacomo Sannesio
- Erminio Valenti
- Girolamo Pamphilj
- Ferdinando Taverna
- Anselmo Marzato
- Francesco Sforza
- Alessandro Damasceni Peretti
- Odoardo Farnese
- Giovanni Antonio Facchinetti de Nuce
- Cinzio Passeri Aldobrandini
- Bartolomeo Cesi
- Andrea Baroni Peretti Montalto
- Alessandro d'Este
- Giovanni Battista Deti
- Silvestro Aldobrandini
- Giovanni Doria
- Carlo Emmanuele Pio di Savoia

### No presents al Conclave
- Ascanio Colonna
- Pierre de Gondi
- Charles de Lorraine-Vaudémont
- Fernando Niño de Guevara
- Bernardo de Sandoval y Rojas
- Bernard Maciejowski

## El conclave
A més de Lleó, un altre cardenal havia mort, reduint la quantitat d'electors cardinals en el conclave de maig a 59. Al principi del conclave, Alessandro Peretti di Montalto va recolzar a Antonio Sauli.. Un nombre significatiu dels electors lleials a Pietro Aldobrandini, el nebot de Climent VIII, estava disposat a donar suport a Sauli. Aldobrandini, no obstant això, es va oposar a les eleccions de Sauli per l'oposició prèvia de Sauli a l'elecció de Climent, i va aconseguir evitar que Sauli arribés a la majoria de dos terços requerida per a la seva elecció.
Aldobrandini es va moure per donar suport a Robert Bellarmino pel papat, però el mateix Bellarmino va dir que «no aixecaria una palla» per avançar en la seva pròpia elecció. Anselmo Marzato es va oposar a Bellarmino, i va poder soscavar la seva candidatura perquè havia pres una posició molt pública sobre la controvèrsia de De Auxilliis. A més, Bellarmino va ser vetat per Espanya, la qual cosa va posar oficialment fi a la seva candidatura. Aldobrandini també es va moure cap a l'elecció de Domenico Toschi, arribant fins a aconseguir que 38 electors ho portessin a la Capella Paulina per ser aclamat papa. Cesare Baronius, no obstant això, es va oposar a l'elecció de Toschi i va parlar en contra d'ella, fent que els seus amics urgissin per a l'elecció de Baronius com a papa. Thomas Hobbes més tard va informar que l'oposició de Baronius a Toschi es basava en l'ús freqüent de Toschi per la paraula cazzo, l'argot en llombard per al penis, i que va instar els cardenals a no escollir a Toschi per això. Això va provocar un altercat físic entre els dos bàndols que es podia escoltar als carrers fora del conclave. La lluita va resultar en l'única instància coneguda de lesió greu que s'ha patit en un conclave, amb Alfonso Visconti amb diversos ossos trencats.

### L'elecció de Pau V
Després de la disrupció, es va realitzar una votació i es va fer evident que Toschi no tenia el suport necessari per a l'elecció per dos vots. Els líders de les faccions competidores es van reunir per seleccionar un candidat de compromís i Camillo Borghese va ser elegit per unanimitat el papa el mateix dia. Borghese havia estat entre els papabili al conclave que havia triat a Lleó XI, però es considerava massa jove en el seu moment per convertir-se en papa. En el conclave de maig, es va fer evident als electors que seria l'únic candidat acceptable per a totes les faccions, i va ser triat com a candidat de compromís, prenent el nom de Pau V.
Com a cardenal, Pau havia mantingut la neutralitat entre les grans potències d'Espanya i França que havien dominat el conclave anterior i també estaven presents en l'actual. Encara que havia estat enviat papal a Espanya i rebia una pensió des d'allà, tenia un perfil era molt baix com a cardenal i era percebut com a neutral. Amb 54 anys, Pau era jove en el moment de la seva elecció, i es preveia que tindria un pontificat prolongat, que no requeriria un tercer conclave aviat.
L'elecció va ser anunciada pel cardenal protodiaca Francesco Sforza.
Pau V va ser coronat a la basílica Vaticana el 29 de maig, festivitat de Pentecosta. El cardenal Zacchia, que havia estat malalt durant el conclave, va morir el 31 de maig.